# 孟加拉巨蜥
孟加拉巨蜥（學名：Varanus bengalensis）是分佈在孟加拉、印度及斯里蘭卡的巨蜥。牠們的體長達75厘米，尾巴長約1米。牠們吃細小的陸上脊椎動物、鳥類及鳥蛋、節肢動物及魚類。其种加词“bengalensis ”意为“孟加拉的”。
孟加拉巨蜥有強壯的爪。印度一些地區傳說牠們可以牢固地抓住表面，馬哈拉施特拉邦就傳說西瓦吉的將軍Tanaji Malusare在辛哈伽德戰役中以一隻孟加拉巨蜥及繩子攀上辛哈伽德的城牆。

## 特徵
孟加拉巨蜥的鼻孔是斜的，較接近眼窩，尾巴扁平。腹部鱗片光滑，眶上鱗片大小相同。牠們與暗色巨蜥的分別是眶上的鱗片較大，環身的鱗片較少。
成年的孟加拉巨蜥有黑色、灰色或褐色的，背部斑紋較淺色。雛生的較鮮色，呈暗橙色，有黑色及黃色的斑紋。雄性可以長達1米，雌性較為細小。雌性的尾巴也較短，沒有肛前蓋。在較乾旱地區的群落較為淺色。牠們的爪強壯，一般相信可以抓住如樹等的表面。

## 分佈
孟加拉巨蜥是最為廣泛分佈的巨蜥，主要分佈在伊朗東部、阿富汗、巴基斯坦西部、印度、尼泊爾、斯里蘭卡、中国东南部、印尼、孟加拉及緬甸、泰國。
1987年曾在中国云南省瑞丽市畹町河谷发现一新种－伊江巨蜥（Varanus irrawadicus），现大部分学者将其视为孟加拉巨蜥指名亚种。2021年公布的中国国家重点保护野生动物名录也未将伊江巨蜥视为有效种。

## 行為
孟加拉巨蜥一般是獨居的，很多時都留在地上，而幼蜥則多在樹上。成年的有時也會攀上樹幹上，獵食蝙蝠。牠們會躲進洞穴或石縫，也會利用白蟻丘。

## 繁殖
孟加拉巨蜥主要在潮濕的季節繁殖，但在斯里蘭卡的一些群落卻於12月至1月間繁殖，在泰國的甚至全年也可以繁殖。牠們會以雙腳站立打鬥來向雌性示愛。牠們會在洞穴、枯樹或白蟻丘中生蛋。每次約生達30顆蛋，孵化期約為5個月。很多幼蜥在未孵化前或孵化後不久因營養不良而死亡。幼蜥只吃昆蟲，故經常出沒於樹間。出生後的頭幾個月會與兄弟姊妹一同生活。

## 食物
孟加拉巨蜥主要吃昆蟲，如蟻、蝸牛及甲蟲。牠們也會吃鳥類、魚類、青蛙、蛇、其他蜥蜴及細小的哺乳動物。

## 外部連結
- Widlife Times